# Angelo Michajlov
Angelo Michajlov (vlastním jménem Angel Ivanov Michajlov, bulharsky Ангел Иванов Михайлов, 4. října 1939 Sofie – 7. července 1998 Valkeřice) byl český hudebník a hudební skladatel bulharského původu.

## Životopis

### Hudební začátky
Pocházel z hudebnické rodiny, jeho rodiče byli operní pěvci a členové národního sofijského divadla, matka Rajna Michajlova byla bulharská národní umělkyně. Hudební talent v něm rozpoznala jeho matka na zkoušce v opeře, kam musela malého Angela coby čtyřleté dítě vzít s sebou. Malý Angelo začal suverénně jejího kolegu – operního pěvce napodobovat, což byl nejspíše zlom v jeho budoucí kariéře. Již od pěti let Angelo hrál na klavír, šest až sedm hodin denně. Po základní škole v Sofii nastoupil na francouzské gymnázium.

### V Československu
Po maturitě a neúspěšných přijímacích zkouškách na sofijskou konzervatoř odcestoval osmnáctiletý Michajlov na vlastní pěst bez znalosti češtiny do Prahy. Na konzervatoř v Praze se dostal bez problému a díky svým znalostem ji po roce s úspěchem zakončil. Po absolvování konzervatoře složil přijímací zkoušky na HAMU (dirigoval Beethovenovu Druhou symfonii v úpravě pro dva klavíry). Studium završil dirigováním Fausta a Markétky. Před tím, než se Angelo dostal na opravdickou uměleckou dráhu, nejen studoval a učil se česky, ale živil se hraním na klavír po různých podnicích, sem tam v divadle a dokonce chvíli i jako topič v hotelu Alcron. Vypracoval se tak od skladatele uhlí až k vynikajícímu skladateli hudby. Rok také dirigoval Vycpálkův smíšený sbor, zaskakoval jako pianista ve Filmovém symfonickém orchestru atd.
Mladý Michajlov přišel na konkurs do divadla Laterna magica, sedl si k pianu a začal napodobovat Louise Armstronga tak přesně, že všem přítomným vyrazil dech a okamžitě byl přijat.
V roce 1968 projevil svůj nesouhlas s okupací Československa vojsky Varšavské smlouvy, což mu přineslo potíže. Některá z jeho děl se nesměla vysílat či byla zničena. Angelo, mimo jiné, hrál na varhany ve skladbě Modlitba pro Martu (Kubišovou), která se stala symbolem tohoto období.
V 70. letech Michajlov společně s Eduardem Hrubešem, Jiřím Kalešem a zpěváky Achillem a Zacharem Michailidisovými a Bolkem Zemánkem obnovili hudební skupinu Komety s podtitulem "Hvězdy světových mikrofonů". S tímto programem vystupovali po celém Československu i v zahraničí. Angelo v této skupině zastával, kromě role hudebníka, také roli konferenciéra a vystupoval jako imitátor.
V 80. letech se pak převážně věnoval práci filmového hudebního skladatele. Na konci 80. let se stal profesorem na Pražské konzervatoři, kde na oddělení populární hudby působil až do své smrti.

### Herectví
Angelo Michajlov se kromě hudby věnoval také herectví. Ztvárnil např. hlavní roli Cankara v muzikálu Bylo čtvrt a bude půl, ke kterému složil hudbu. Dále si například zahrál nahluchlého školníka v hudební komedii 30 panen a Pythagoras v titulní roli s Jiřím Menzelem, k níž také složil hudbu, a několik menších epizodních rolí (taxikář v Panu Tau, údržbář ve filmu Veselé Vánoce přejí chobotnice, jež jsou po hudební stránce také jeho dílem, a v mnoha dalších filmech).

### Imitování
Angelo Michajlov byl také imitátorem. Napodoboval osobnosti, jako např. Louise Armstronga, s nímž se setkal osobně, Raye Charlese, Karla Gotta, Franka Sinatru a další. Jindy kdosi poslal nahrávku Angela, jak imituje Raye Charlese, přímo jemu a ten s úžasem prohlásil: "Já bych se měl učit od něj". [zdroj⁠?!]
Angelo Michajlov je autorem hudby řady písní pro Martu Kubišovou, Václava Neckáře, Hanu Zagorovou, Miluši Voborníkovou, Karla Gotta, Helenu Vondráčkovou, Karla Černocha, Waldemara Matušku, Josefa Laufera atd.
Složil hudbu například k filmům Dívka na koštěti, Lucie, postrach ulice, Hop a je tu lidoop, Metráček, Chobotnice z II. patra, Arabela se vrací, Popelka (1969), Zlatovláska, Dobré světlo, 30 panen a Pythagoras, Bylo čtvrt a bude půl, Ďábelské líbánky a mnoho dalších. Z večerníčků, ke kterým Angelo složil hudbu, je známý Káťa a Škubánek.
Těsně před svou smrtí začal psát hudbu k připravovanému muzikálu Rex Oidipus, toto dílo však nestihl dokončit. Zemřel 7. července 1998 na srdeční selhání na chalupě ve Valkeřicích.

### Soukromý život
V soukromém životě byl celkem třikrát ženatý a vychovával dvě vlastní a dvě nevlastní dcery.